# أحمد جمال عيد
أحمد جمال أحمد عيد (ولد في سوهاج في 25 أغسطس 1981) أستاذ جامعي وفنان تشكيلي وقاص وروائي وناقد أدبي وباحث في التراث اللامادي ومصمم أغلفة مصري. حصل على جائزة الشارقة للإبداع العربي في مجال النقد سنة 2015.

## سيرة موجزة
ولد أحمد جمال عيد في 25 أغسطس 1981، والتحق بكلية الفنون الجميلة بجامعة الأقصر (كانت آنذاك تابعة لجامعة جنوب الوادي) سنة 1999، وحصل على درجة البكالوريوس في تخصص الجرافيك سنة 2004، ثم عُين معيدًا سنة 2005، وحصل على درجة الماجستير في الرسوم المتحركة من جامعة المنيا سنة 2010، وكان عنوان أطروحته للماجستير "الثنائيات المتناقضة في شخصيات القصص المصورة كقيمة تشكيلية"، ثم حصل على درجة الدكتوراه في فلسفة الفنون من جامعة المنيا سنة 2014، وكان عنوان أطروحته للدكتوراه "استلهام الفن التفاعلي الرقمي في الارتقاء بالتصميم الجرافيكي للطفل"، كما حصل على دبلوم إعداد القادة واتخاذ القرار من جامعة عين شمس ومجلس الوحدة الاقتصادية بجامعة الدول العربية سنة 2016.
وصل عيد إلى درجة أستاذ مساعد، وصار رئيسًا لقسم الغرافيك بكلية الفنون الجميلة بجامعة الأقصر سنة 2021، ثم أستاذًا مشاركًا بقسم التصميم الغرافيكي بجامعة جدارا في إربد بالمملكة الأردنية الهاشمية، وهو عضو اتحاد كتاب مصر والمستشار الفني لفرع الاتحاد بالجنوب، وعضو الجمعية المصرية لرعاية المواهب والجمعية المصرية للرسوم المتحركة. عُيِّن مستشارًا لرئيس جامعة الأقصر للأنشطة الثقافية سنة 2019، وكان سكرتيرًا لنادي الأدب ورئيسًا لنادي التذوق البصري بفرع ثقافة الأقصر، وله أبحاث علمية محكمة منشورة محليًّا ودوليًا في مجالات الفنون والآداب، وهو يصمم أغلفة العديد من الكتب - بينها مؤلفات له - منذ سنة 2014.

## معارض تشكيلية
شارك عيد في عدة معارض تشكيلية في مصر وخارجها، منها:
- معرض بقصر ثقافة الأقصر بعنوان "فلسطين لنا" (2001)[6]
- معرض ببيت ثقافة أرمنت (2002)[6]
- معرض الصداقة الدولي بألمانيا (2008)[6]
- معرض رسوم صحفية بقصر ثقافة سوهاج (2015)[6]
- معرض القطب الأعظم بكلية الفنون الجميلة بالأقصر[6]
- معرض "مسافرون بلا متاع" بجامعة عباس لغرور بالجزائر (نوفمبر 2016)[6][2]
- معرض "أولى عتبات النص" بكلية الفنون الجميلة بجامعة الإسكندرية (2017)[6]

## مؤلفاته

### دراسات فنية وتراثية ونقدية
- أسس التصميم الجرافيكي (دار محسن للطباعة، 2014) [6][2][4]
- الأدوات البصرية لأدب الطفل المصوّر (الكتاب الحائز على جائزة الشارقة في مجال النقد الأدبي سنة 2015)[4]
- الصورة التشكيلية في المشهد التشكيلي العربي[4]
- الرسم باليد ونظرية اللون.[9][11]
- الحاسب الآلي بين التقنية والإبداع التشكيلي (دار الزيات للنشر والتوزيع، 2022).[12]
- تشكيل السينوغرافيا المسرحية: قواعد العشق الأربعون نموذجًا، عن دائرة الثقافة والإعلام في الشارقة (2022).[13]
- الأمثال الشعبية: حكايات مصورة من إرث الأجداد (المكتبة العربية للنشر والتوزيع، 2022).[14]
- الرسوم التوضيحية: النشأة، المفهوم، الأسس (2023)
- سماء مرصعة بالنجوم (2023)[7]

### كتابة إبداعية
- القطب الأعظم (رواية، دار مصر العربية للنشر و التوزيع، 2017)[2][4]
- قلب أنتيكا (مجموعة قصصية، دار الزيات للنشر والتوزيع، 2021)[6][4][15]

## في الإعلام المرئي
قدّم أحمد جمال عيد برنامج "حدوتة في كاريكاتير" ـ الذي كان صاحب فكرته ـ على قناة النيل الثقافية، كما أسهم في تقديم برنامج ثقافي على القناة الثانية المصرية بعنوان "القاموس الثقافي".

## جوائز وتكريم
- جائزة الشارقة للإبداع العربي في مجال النقد الأدبي (2015) عن كتاب "الأدوات البصرية لأدب الطفل المصوّر".[4]
- جائزة فضية باسم الفنان نور الشريف في مجال الرسم بصالون الشرق الأوسط الثاني للقطع الصغيرة (فبراير 2014)[2]
- شهادة نهائيات مهرجان إبداع للإعلام بدبي في مجال الرسوم المتحركة (2004).[6][9]
- جائزة سوزان مبارك التشجيعية لأدب ورسوم الطفل (2005).[2]
- جائزة من مهرجان "إبداع" لطلاب كليات الإعلام بدولة الإمارات في مجال الرسوم المتحركة (2004).[2]